# Kojetín (Radonice)
Kojetín (německy Kojetitz)) je malá vesnice, část obce Radonice v okrese Chomutov. Nachází se asi čtyři kilometry na západ od Radonic.
Kojetín leží v katastrálním území Kojetín u Radonic o rozloze 3,22 km².

## Název
Původní název vesnice zněl Kojetice a tvar Kojetín vznikl pravděpodobně chybou při zápisu. Název Kojetice je odvozen z osobního jména Kojata ve významu ves lidí Kojatových. V historických pramenech se jméno vyskytuje ve tvarech: Kogeticz (1352), de Cogieticz (1394), in villa Cogetyn (1404), in villa Kogytin (1409), in Kogetinie (1447), Kogeticze (1543), Coyditzs (1634), Khajditz (1664) Koetitz (1787 a Kojetín nebo Kojetitz (1848).

## Historie
První písemná zmínka o vesnici pochází z roku 1352 a je v ní zmiňován farní kostel. Vesnice tehdy patřila zemanům z Kojetína. Po roce 1411 ji však spolu s dalšími vesnicemi získal od krále Václava IV. Vlašek z Kladna, ale již o čtyři rok později se nacházela v držení Ojířů z Očedělic. V první polovině šestnáctého století Kojetín koupili Šlikové a připojili ho k vintířovskému panství. V roce 1654 zde podle berní ruly stálo osmnáct domů, ve kterých žilo pět sedláků a devět chalupníků. Zbylé čtyři domy byly obecní. Obyvatelé dohromady měli osm potahů, deset krav, dvanáct jalovic a šestnáct prasat.
Od roku 1850 byl Kojetín samostatnou obcí a patřily k němu místní části Ratiboř, Růžová a Vlkaň. V roce 1953 byl zahrnut mezi obce, které se stanou součástí Vojenského újezdu Hradiště. Zatímco osady Ratiboř a Růžová zcela zanikly, Kojetín a Vlkaň byly pouze z větší části vysídleny, zdemolovány a jako místní části připojeny k Radonicím.
Během druhé světové války sloužil dům čp. 6 jako zajatecký tábor pro 31 válečných zajatců z Francie.

## Přírodní poměry
Severovýchodně od Kojetína, v místech s pomístním jménem Pískovna, se nachází jeden z ojedinělých trachytových výchozů v Doupovských horách. Zdejší kámen se používal jako stavební materiál.
Asi 700 metrů severozápadně od vesnice vyvěrá kyselý minerální pramen zmiňovaný již v roce 1785. Kyselka, která vyvěrá z málo vydatného zdroje, obsahuje 1580 mg·l−1 oxidu uhličitého a její celková mineralizace je 0,7 g·l−1.

## Obyvatelstvo
Při sčítání lidu v roce 1921 zde žilo 264 obyvatel (z toho 147 mužů) německé národnosti a římskokatolického vyznání. Podle sčítání lidu z roku 1930 měla vesnice 229 obyvatel: 228 Němců a jednoho cizince. Kromě jednoho evangelíka se všichni hlásili k římskokatolické církvi.
| | 1869 | 1880 | 1890 | 1900 | 1910 | 1921 | 1930 | 1950 | 1961 | 1970 | 1980 | 1991 | 2001 | 2011 | 2021 |
| --------------------------------------------------------------------------------------------------- | ---- | ---- | ---- | ---- | ---- | ---- | ---- | ---- | ---- | ---- | ---- | ---- | ---- | ---- | ---- |
| Obyvatelé                                                                                           | 257  | 298  | 283  | 283  | 241  | 264  | 229  | 100  | 75   | 72   | 44   | 20   | 26   | 32   | 37   |
| Domy                                                                                                | 49   | 49   | 54   | 54   | 53   | 52   | 50   | 25   | —    | 17   | 11   | 19   | 16   | 16   | 14   |
| Počet domů z roku 1961 zahrnuje domy Vintířova. V letech 1980 a 1991 zahrnuje tabulka údaje Vlkaně. |      |      |      |      |      |      |      |      |      |      |      |      |      |      |      |

### Náboženský život
Farní vsí zůstal Kojetín až do konce osmnáctého století, kdy byl přičleněn k radonické farnosti, u které setrval až do roku 2012. Od 1. ledna 2013 patří do římskokatolické farnosti v Mašťově.

## Pamětihodnosti
Ve vsi stával barokní kostel svatého Bartoloměje z roku 1747. Byl zlikvidován armádou v roce 1969. Na okraji vesnice se u cesty k zaniklé Ratiboři nachází smírčí kříž a u domu čp. 55 podstavec kříže z roku 1847.